# غلامحسین غفاری

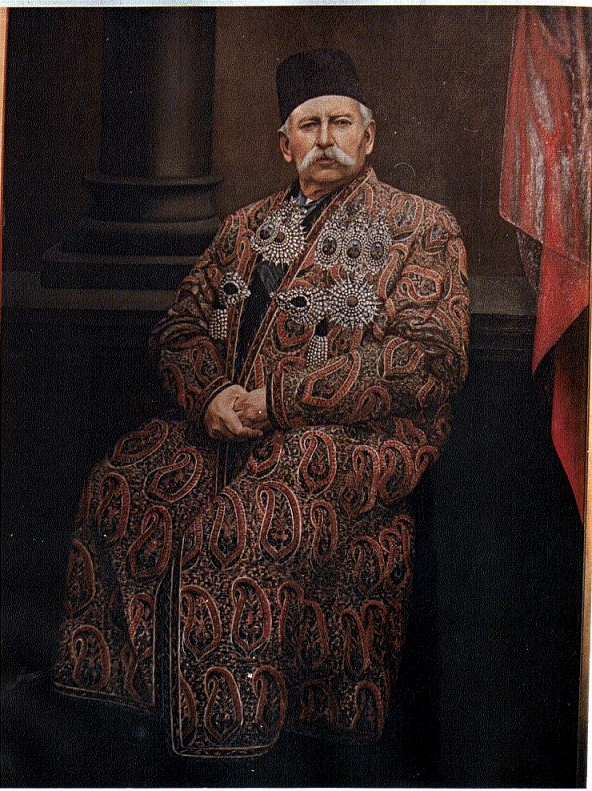
غلامحسین خان صاحب‌اختیار

غلامحسین خان غفاری معروف به صاحب اختیار (متولد ۱۲۷۶ قمری و درگذشته ۱۳۲۶ خورشیدی) از بزرگان قاجار و از نزدیکان ناصرالدین‌شاه قاجار بود.
غلامحسین‌خان پسر هاشم‌خان امین‌الدوله و برادرزاده ابوطالب غفاری معروف به فرخ‌خان امین‌الدوله بود. او خطی خوش داشت و از افراد باسواد تحصیل‌کرده عصر خود محسوب می‌شود. در جوانی با دختر میرزا آقاخان نوری ازدواج کرد. کار خود را در دربار ناصرالدین‌شاه با سمت پیش‌خدمتی آغاز کرد و پس از طی مراتب مختلف به ریاست خلوت همایونی و در اوایل دوران مظفرالدین‌شاه به وزارت دربار نائل شد. در اواخر سلطنت مظفرالدین‌شاه وزیر عدلیه شد. در دوران استبداد صغیر در شمار هواداران محمدعلی شاه بود و دو نوبت به حکومت فارس و یک نوبت به حکومت کرمان و مدتی نیز به حکومت تهران منصوب شد. پس از پایان دوران استبداد، در کابینه حسن مستوفی‌الممالک که در پنجم ربیع‌الثانی ۱۳۳۳ (اسفند ۱۲۹۳) به مجلس معرفی شد، وزیر جنگ بود اما عمر این کابینه به بیست روز هم نکشید. سال  بعد رئیس‌دفتر احمدشاه قاجار شد و قریب به ده سال در این سمت باقی ماند.
صاحب اختیار سرانجام در سال ۱۳۲۶ خورشیدی در تهران درگذشت. عیال او دختر محمدحسن خان و فرزندش منحصر به دختری بود به نام معصومه غفاری که با پسرعمه‌اش حسنعلی غفاری (معاون‌الدوله) ازدواج کرد. او در منطقه دروس در شمیران ملکی داشت که به «اختیاریه» معروف بود. این ملک ابتدا به محمودخان قائم‌مقام تعلق داشت که صاحب اختیار سه و نیم دانگ آن را خریداری کرد و نامش را به اختیاریه تغییر داد. او در بخش شرقی این ملک باغ و عمارتی بنا کرده بود. امروزه این باغ به منطقه اختیاریه که یکی از مناطق مسکونی در شمال تهران است، تبدیل شده‌است.